# Spyridon Samaras
Spyridon Samaras (řecky: Σπυρίδων Σαμάρας; 29. listopadu 1861 Korfu - 7. dubna 1917 Athény) byl řecký hudební skladatel, ceněný zejména jako autor oper. Byl patrně nejvýznamnějším představitelem tzv. Jónské školy, řecké hudební tradice vycházející pucciniovské linie. Je rovněž autorem olympijské hymny.

## Život
Narodil se na ostrově Korfu. Jeho matka pocházela z Konstantinopole a jeho otec Skarlatos Samaras byl diplomatem ze Siatisty. Hudbu studoval nejprve u Spyridona Xyndase (Σπυρίδων Ξύνδας). V letech 1875 až 1882 pak studoval na Athénské konzervatoři u Federica Bologniniho, Angela Mascheroniho a Enrica Stancampiana. Jeho první opera Torpillae (nyní ztracená) měla premiéru v Athénách v roce 1879. V roce 1882 odešel do Paříže, kde studoval na konzervatoři a stal se oblíbencem Julesa Masseneta. Mezi jeho další učitele patřili Léo Delibes, Théodore Dubois a Charles Gounod. Úspěšně působil jako skladatel v Paříži tři roky a poté se v roce 1885 přestěhoval do Itálie. Samaras se rychle stal důležitou osobností italské operní scény. Jeho opera Flora mirabilis měla premiéru v milánské La Scale v roce 1886. V roce 1888 byla opera Medgé úspěšně uvedena v Teatro Costanzi v Římě s francouzskou operní hvězdou Emmou Calvé v hlavní roli. Byl úzce spjat s milánským vydavatelem Edoardo Sonzogno, který v Miláně založil divadlo Teatro Lirico a pro jeho otevření 22. září 1894 si vybral Samarasovu operu La martire, jež je založena na libretu Luigi Illicy. Jeho opery byly v krátké době též uvedeny v Paříži, Monte Carlu, Kolíně nad Rýnem, Berlíně, Vídni, Bukurešti, Konstantinopoli, Smyrně, Alexandrii nebo Káhiře. Napsal celkem patnáct oper, poslední tři na libreta Paula Millieta: Storia d'amore o La biondinetta (1903), Mademoiselle de Belle-Isle (1905) a Rhea (1908).
V roce 1911 se vrátil do Řecka v domnění, že bude jmenován ředitelem aténské konzervatoře. Nebyl však, částečně kvůli střetu s tzv. Národní školou. Skladatelé Národní školy považovali skladatele Jónské školy, jako byl Samaras, za příliš ovlivněného italskou hudbou. V Řecku se pak začal Samaras věnovat skládání operet. Pokusil se napsat ještě jednu operu pod názvem Tigra, nebyla ale nikdy dokončena. Přesto bývá často uváděno, že jde o nejlepší Samarasovu hudbu. Návrat do Řecka přinesl Samarasovi jen jednu velkou příležitost: byl vybrán Demetriem Vikelasem, aby složil olympijskou hymnu, na text Kostise Palamase. Hymna byla poprvé uvedena během zahajovacího ceremoniálu letních olympijských her v roce 1896, prvních moderních olympijských her. V roce 1958 byla Mezinárodním olympijským výborem prohlášena za oficiální hymnu olympijského hnutí a je používána při každém zahajovacím ceremoniálu od zimních olympijských her v roce 1960.

## Dílo

### Opery
- Torpillae (1879. ztracena)
- Olas (1882)
- Flora mirabilis (1886)
- Medge (1888)
- Messidor, (asi 1891, ztracena).
- Lionella, (1891, z velké části ztracena).
- La martire (1894).
- La furia domata (1895)
- Storia d’amore o La biondinetta (1903)
- Mademoiselle de Belle-Isle (1905).
- Rhea (1908)
- Tigra (1911, nedokončena).

### Operety
- Pólemos en polémo (1914)
- I pringípissa tis Sassónos (1915)
- I Kritikopoúla (1916)